# Oskar Epha
Oskar Epha (* 2. November 1901 in Kiel; † 11. September 1982 ebenda) war ein deutscher Jurist und von 1954 bis 1964 Präsident des Landeskirchenamtes in Kiel.

## Leben
Oskar Epha besuchte das Gymnasium in Kiel und studierte Rechtswissenschaften an den Universitäten Kiel und Universität Tübingen. Er war Mitglied der Landsmannschaft Ulmia Tübingen und Landsmannschaft Slesvico-Holsatiae et Cheruskia Kiel. 1923 bestand er sein Erstes Juristisches Staatsexamen und wurde Referendar in Preetz, Kiel und Altona. 1926 erfolgte seine Promotion zum Dr. jur. an der Universität Tübingen.
Nach seinem Zweiten Juristischen Examen trat Epha als juristischer Hilfsarbeiter im Landeskirchenamt unter dem Präsidenten Traugott von Heintze in den Dienst der Evangelisch-Lutherischen Landeskirche Schleswig-Holsteins. 1929 wurde er Konsistorialassessor und 1933 Konsistorialrat. Zum 1. Mai 1933 trat er in die NSDAP ein (Mitgliedsnummer 2.732.066); schon zuvor war er Mitglied der SA-Reiterstaffel geworden.
Ebenfalls 1933 wurde Epha kommissarischer Geschäftsführer und Direktor des Landesvereins für Innere Mission Schleswig-Holstein mit Sitz in Rickling, den er 1934 in den von ihm zusammen mit Adolf Stahl gegründeten Landesverband für Innere Mission einbrachte. In seine Amtszeit fällt das KZ Kuhlen, ein frühes („wildes“) Konzentrationslager in Kuhlen bei Rickling, das vom 18. Juli 1933 bis 27. Oktober 1933 bestand. Bei den Inhaftierten handelte es sich meist um Kommunisten und Sozialdemokraten. 1936 wurde er hauptamtlicher Direktor des Landesverbandes für Innere Mission.
Im Zweiten Weltkrieg leistete er Kriegsdienst bei der Kriegsmarine. Auf Veranlassung der britischen Militärregierung wurde er 1945 als Direktor des Landesverbands entlassen, konnte aber 1947 in das Landeskirchenamt zurückkehren. 1948 Wurde er hier Oberkonsistorialrat und ständiger Vertreter des Präsidenten. Als Anfang 1954 Präsident Herbert Bührke starb, wurde Epha von der Kirchenleitung zu seinem Nachfolger ernannt. Ìn seiner Amtszeit konnte der Staatskirchenvertrag des Landes Schleswig-Holstein mit den Evangelischen Landeskirchen in Schleswig-Holstein vom 23. April 1957 abgeschlossen werden, und die Landeskirche erhielt 1958 eine neue Rechtsordnung, die die Verfassung von 1922 ablöste. Wesentliche Änderungen ergaben sich für das Landeskirchenamt nicht. Der Präsident war weiterhin stimmberechtigtes Mitglied der Kirchenleitung, auch wenn insgesamt Funktionen der Kirchenleitung und der Kirchenverwaltung stärker getrennt wurden.
Bei seinem Eintritt in den Ruhestand 1964 wurde er mit dem Kronenkreuz der Diakonie in Gold und dem Großen Bundesverdienstkreuz geehrt. Zu seinem Nachfolger wurde Erich Grauheding aus Speyer berufen.
Er war Ehrendoktor der Theologischen Fakultät der Universität Kiel.

## Werke
- Das Vorverkaufsrecht des Reichssiedlungsgesetzes. Tübingen, Univ., Diss., 1926.
- Der Landesverein für Innere Mission in Schleswig-Holstein in der Zeit der Weimarer Republik und des Dritten Reiches: Festschrift zur Feier des 100jährigen Bestehens des Landesvereins am 30. Sept. 1975. [Rickling (Holstein)]: Landesverein für Innere Mission in Schleswig-Holstein 1975